# Mangualde
Mangualde é uma cidade portuguesa do distrito de Viseu, situada na província da Beira Alta, região do Centro (Região das Beiras) e sub-região do Viseu Dão-Lafões, com cerca de 7 300 habitantes. É a maior cidade do Distrito de Viseu.
É sede do município de Mangualde com 219,26 km² de área e 18 766 habitantes (2024), subdividido em 12 freguesias. O município é limitado a norte pelo município de Penalva do Castelo, a leste por Fornos de Algodres, a sudeste por Gouveia, a sul por Seia, a sudoeste por Nelas e a noroeste por Viseu.
Em 1102 foi concedido foral ao concelho pelo Conde D. Henrique. Até ao século XIX designou-se por Azurara da Beira. A 23 de Agosto de 1986 a vila de Mangualde foi elevada à categoria de cidade.

## Freguesias

Freguesias do município de Mangualde.

O município de Mangualde está dividido em 12 freguesias:
- Abrunhosa-a-Velha
- Alcafache
- Cunha Baixa
- Espinho
- Fornos de Maceira Dão
- Freixiosa
- Mangualde, Mesquitela e Cunha Alta
- Moimenta de Maceira Dão e Lobelhe do Mato
- Quintela de Azurara
- Santiago de Cassurrães e Póvoa de Cervães
- São João da Fresta
- Tavares (Chãs, Várzea e Travanca)

## Economia
No concelho de Mangualde produzem-se os seguintes produtos: vinho, mel, queijo, fruta (maçã, cereja, mirtilo), licores, doçaria, batatas, cebolas, ervilhas, favas, couves, feijão, azeitonas, ovos, frutos secos, azeite, enchidos, pastelaria e artesanato.

## Património
Solar de Santo António - Fornos de Maceira Dão
- Casa de Santa Eufêmea
- Anta de Cunha Baixa
- Mosteiro de Santa Maria de Maceira Dão
- Capela de Nossa Senhora do Castelo
- Casa da Mesquitela
- Palácio dos Condes de Anadia[8]

## Gastronomia
A ementa gastronómica tradicional de Mangualde inclui enchidos, rojões à moda de Mangualde acompanhados de vinhos do Dão, com maçã assada e requeijão/queijo da serra com doce de abóbora de sobremesa e o pastel de feijão (doce conventual de Mangualde). O pão regional acompanha toda a refeição.

## Bandas Filarmónicas
No município de Mangualde existem 4 bandas filarmónicas, quase todas centenárias, que mantêm um grande dinamismo e atividade:
- Associação Filarmónica da Boa Educação de Vila Cova de Tavares
- Associação Humanitária e Cultural de Abrunhosa-a-Velha
- Sociedade Filarmónica Lobelhense
- Sociedade Filarmónica de Tibaldinho

## Personalidades
- Ana de Castro Osório (1872–1935) feminista, ativa no campo da literatura infantil e do republicanismo político.
- Bruno Albuquerque (nascido em 1989 em Quintela de Azurara), corredor de média e longa distância.
- Carlos Amaral Ferreira (nascido em 1966), atleta paralímpico.
- Elza Pais (nascida em 1958), académica de sociologia e política.
- Filipa Rodrigues (nascida em 1993), futebolista, 13 jogos pela seleção portuguesa de futebol feminino.
- Jorge Coelho (1954-2021) empresário, político e antigo ministro.
- João Azevedo (nascido em 1974), antigo presidente da Câmara Municipal e deputado por Viseu.
- João Ferreira de Almeida (1628–1691), tradutor da Bíblia para português.
- Pedro Álvares Cabral (c. 1467 ou 1468 – c. 1520), capitão navegador que descobriu as Terras de Vera Cruz, Brasil, foi alcaide-mor das terras do Concelho de Azurara da Beira, Mangualde.
- Ricardo Jorge Marques Duarte (nascido em 1982), conhecido por Mangualde, futebolista reformado com 253 jogos pelo clube.
- Vanda Maria Ribeiro Furtado Tavares de Vasconcelos (nascida em 1962), conhecida por Lio, cantora e atriz luso-belga.[11]

## Evolução da população do município
★ Os Recenseamentos Gerais da população portuguesa tiveram lugar a partir de 1864, regendo-se pelas orientações do Congresso Internacional de Estatística de Bruxelas de 1853. Encontram-se disponíveis para consulta no site do Instituto Nacional de Estatística (INE). 
| Número de habitantes *                   | Número de habitantes * | Número de habitantes * | Número de habitantes * | Número de habitantes * | Número de habitantes * | Número de habitantes * | Número de habitantes * | Número de habitantes * | Número de habitantes * | Número de habitantes * | Número de habitantes * | Número de habitantes * | Número de habitantes * | Número de habitantes * | Número de habitantes * |
| ---------------------------------------- | ---------------------- | ---------------------- | ---------------------- | ---------------------- | ---------------------- | ---------------------- | ---------------------- | ---------------------- | ---------------------- | ---------------------- | ---------------------- | ---------------------- | ---------------------- | ---------------------- | ---------------------- |
| 1864                                     | 1878                   | 1890                   | 1900                   | 1911                   | 1920                   | 1930                   | 1940                   | 1950                   | 1960                   | 1970                   | 1981                   | 1991                   | 2001                   | 2011                   | 2021                   |
| 19 330                                   | 21 364                 | 22 451                 | 22 340                 | 22 450                 | 21 861                 | 23 225                 | 24 552                 | 25 340                 | 23 311                 | 17 730                 | 21 438                 | 21 808                 | 20 990                 | 19 880                 | 18 303                 |
| Número de habitantes por grupo etário ** |                        |                        |                        |                        |                        |                        |                        |                        |                        |                        |                        |                        |                        |                        |                        |
|                                          |                        |                        | 1900                   | 1911                   | 1920                   | 1930                   | 1940                   | 1950                   | 1960                   | 1970                   | 1981                   | 1991                   | 2001                   | 2011                   | 2021                   |
| 0-14 Anos                                | 0-14 Anos              | 0-14 Anos              | 8 023                  | 7 899                  | 7 448                  | 6 971                  | 8 521                  | 7 519                  | 6 810                  | 5 025                  | 5 341                  | 4 517                  | 3 278                  | 2 673                  | 2 026                  |
| 15-24 Anos                               | 15-24 Anos             | 15-24 Anos             | 4 018                  | 3 980                  | 3 714                  | 4 254                  | 4 023                  | 4 521                  | 3 879                  | 2 695                  | 3 505                  | 3 314                  | 3 030                  | 2 115                  | 1 845                  |
| 25-64 Anos                               | 25-64 Anos             | 25-64 Anos             | 8 814                  | 8 997                  | 8 772                  | 9 340                  | 9 672                  | 10 523                 | 10 088                 | 7 750                  | 9 294                  | 10 306                 | 10 279                 | 10 360                 | 9 033                  |
| = ou > 65 Anos                           | = ou > 65 Anos         | = ou > 65 Anos         | 1 369                  | 1 489                  | 1 717                  | 2 005                  | 1 997                  | 2 392                  | 2 534                  | 2 260                  | 3 298                  | 3 671                  | 4 403                  | 4 732                  | 5 399                  |

- Número de habitantes "residentes", ou seja, que tinham a residência oficial neste concelho à data em que os censos se realizaram

- - De 1900 a 1950 os dados referem-se à população "de facto", ou seja, que estava presente no concelho à data em que os censos se realizaram. Daí que se registem algumas diferenças relativamente à designada população residente

## Política

### Eleições autárquicas[15]
| Data | %       | V       | %     | V     | %       | V       | %            | V            | %              | V       | %              | V  | Participação   |                |
| Data | CDS-PP  | CDS-PP  | PS    | PS    | PPD/PSD | PPD/PSD | FEPU/APU/CDU | FEPU/APU/CDU | PSD-CDS        | PSD-CDS | CH             | CH | Participação   |                |
| ---- | ------- | ------- | ----- | ----- | ------- | ------- | ------------ | ------------ | -------------- | ------- | -------------- | -- | -------------- | -------------- |
| Data | 1976    | 38,73   | 3     | 29,83 | 2       | 21,58   | 2            | 4,77         | -              |         |                |    |                | 55,44 / 100,00 |
| 1979 | 26,62   | 2       | 26,98 | 2     | 26,87   | 2       | 16,58        | 1            | 64,88 / 100,00 |         |                |    |                |                |
| 1982 | 15,81   | 1       | 45,41 | 4     | 30,36   | 2       | 5,11         | -            | 69,41 / 100,00 |         |                |    |                |                |
| 1985 |         |         | 51,00 | 4     | 43,07   | 3       | 3,26         | -            | 70,37 / 100,00 |         |                |    |                |                |
| 1989 | 5,37    | -       | 54,77 | 4     | 35,10   | 3       | 1,50         | -            | 63,75 / 100,00 |         |                |    |                |                |
| 1993 | 12,47   | 1       | 51,43 | 4     | 30,95   | 2       | 2,17         | -            | 64,02 / 100,00 |         |                |    |                |                |
| 1997 |         |         | 43,51 | 3     | 52,30   | 4       | 1,24         | -            | 66,10 / 100,00 |         |                |    |                |                |
| 2001 | PPD/PSD | PPD/PSD | 31,36 | 2     | CDS-PP  | CDS-PP  | 1,81         | -            | 62,75          | 5       | 64,32 / 100,00 |    |                |                |
| 2005 | 2,73    | -       | 44,76 | 3     | 47,79   | 4       | 1,37         | -            |                |         | 67,56 / 100,00 |    |                |                |
| 2009 | 2,39    | -       | 58,60 | 4     | 35,90   | 3       | 1,10         | -            | 66,65 / 100,00 |         |                |    |                |                |
| 2013 | PPD/PSD | PPD/PSD | 63,57 | 5     | CDS-PP  | CDS-PP  | 3,07         | -            | 26,68          | 2       | 55,78 / 100,00 |    |                |                |
| 2017 |         |         | 69,53 | 6     | 21,66   | 1       | 3,78         | -            |                |         | 58,27 / 100,00 |    |                |                |
| 2021 | PPD/PSD | PPD/PSD | 54,82 | 4     | CDS-PP  | CDS-PP  | 2,56         | -            | 25,67          | 2       | 11,39          | 1  | 58,87 / 100,00 |                |

### Eleições legislativas
| Data | %     | %     | %     | %     | %     | %     | %        | %     | %    | %     | %    | %    | %       | % | %  | %  | %   |  |
| Data | CDS   | PS    | PSD   | PCP   | UDP   | AD    | APU/ CDU | FRS   | PRD  | PSN   | BE   | PAN  | PSD CDS | L | CH | IL | ADN |  |
| ---- | ----- | ----- | ----- | ----- | ----- | ----- | -------- | ----- | ---- | ----- | ---- | ---- | ------- | - | -- | -- | --- |  |
| Data | 1976  | 35,26 | 27,95 | 24,17 | 2,40  | 0,89  |          |       |      |       |      |      |         |   |    |    |     |  |
| 1979 | AD    | 30,15 | AD    | APU   | 1,15  | 56,51 | 5,85     |       |      |       |      |      |         |   |    |    |     |  |
| 1980 | AD    | FRS   | AD    | APU   | 0,53  | 60,42 | 5,64     | 26,46 |      |       |      |      |         |   |    |    |     |  |
| 1983 | 18,86 | 38,28 | 30,40 | APU   | 0,31  |       | 5,78     |       |      |       |      |      |         |   |    |    |     |  |
| 1985 | 16,58 | 26,04 | 34,24 | APU   | 0,65  | 5,88  | 10,86    |       |      |       |      |      |         |   |    |    |     |  |
| 1987 | 5,82  | 23,39 | 56,92 | CDU   | 0,33  | 3,41  | 2,02     |       |      |       |      |      |         |   |    |    |     |  |
| 1991 | 4,09  | 28,94 | 59,17 | CDU   |       | 2,20  | 0,45     | 1,50  |      |       |      |      |         |   |    |    |     |  |
| 1995 | 8,76  | 43,85 | 41,23 | CDU   | 0,45  | 1,97  |          | 0,42  |      |       |      |      |         |   |    |    |     |  |
| 1999 | 8,78  | 40,42 | 43,87 | CDU   |       | 2,26  | 0,25     | 1,08  |      |       |      |      |         |   |    |    |     |  |
| 2002 | 9,46  | 34,15 | 50,64 | CDU   | 1,81  |       | 1,19     |       |      |       |      |      |         |   |    |    |     |  |
| 2005 | 7,34  | 45,19 | 37,17 | CDU   | 2,34  | 3,39  |          |       |      |       |      |      |         |   |    |    |     |  |
| 2009 | 10,65 | 42,69 | 34,27 | CDU   | 3,10  | 5,16  |          |       |      |       |      |      |         |   |    |    |     |  |
| 2011 | 10,45 | 35,49 | 42,19 | CDU   | 3,07  | 2,10  | 0,57     |       |      |       |      |      |         |   |    |    |     |  |
| 2015 | PSD   | 35,55 | CDS   | CDU   | 3,92  | 6,16  | 0,89     | 43,94 | 1,47 |       |      |      |         |   |    |    |     |  |
| 2019 | 4,16  | 42,92 | 30,01 | CDU   | 2,43  | 7,15  | 2,17     |       | 0,56 | 1,12  | 0,38 |      |         |   |    |    |     |  |
| 2022 | 1,66  | 45,34 | 31,54 | CDU   | 1,76  | 2,79  | 0,93     | 0,68  | 9,26 | 2,27  | 0,13 |      |         |   |    |    |     |  |
| 2024 | AD    | 30,64 | AD    | CDU   | 31,67 | 1,48  | 2,12     | 1,40  | 1,71 | 21,78 | 2,28 | 2,64 |         |   |    |    |     |  |